# Pułk KOP „Zdołbunów”
Pułk KOP „Zdołbunów” – oddział piechoty Korpusu Ochrony Pogranicza.

## Formowanie i zmiany organizacyjne
Pułk KOP „Zdołbunów” został sformowany na podstawie rozkazu L. 500/tjn. Og. Org./37 dowódcy Korpusu Ochrony Pogranicza z dnia 23 lutego 1937 w sprawie przeprowadzenia I fazy reorganizacji KOP, która odbywała się pod kryptonimem „R3”.
Oddział został zorganizowany na bazie zlikwidowanej Brygady KOP „Wołyń”. Dowództwo pułku stacjonowało w Zdołbunowie, mieście powiatowym ówczesnego województwa wołyńskiego. Zimą 1937 dowództwo pułku przeniesiono do Równego.
Po przeprowadzonej mobilizacji i odtworzeniu, pułk ochraniał granicę z ZSRR o długości 274,927 km.

## Walki pułku
Walki o strażnice:

Na pułk KOP „Zdołbunów”, strzegący siłami trzech batalionów granicznych, dywizjonu i szwadronu kawalerii granicy na Wołyniu, uderzyły jednostki 8 Korpusu Strzeleckiego kombriga Josifa Rubina i 36 Brygady Pancernej kombriga Michaiła Bogomołowa, 2 Korpusu Kawalerii komdiwa Fiodora Kostienki i 24 Brygady Pancernej płk. Fotczenkowa oraz pododdziały 20. i 21. Oddziału Wojsk Pogranicznych NKWD.

## Struktura organizacyjna
Organizacja pokojowa pułku KOP „Zdołbunów” w 1937
- Dowództwo pułku KOP „Zdołbunów”
- batalion KOP „Hoszcza”
- batalion KOP „Ostróg”
- batalion KOP „Dederkały”
- batalion KOP „Żytyń”
- dywizjon kawalerii „Niewirków”
- szwadron kawalerii „Mizocz”
- szwadron kawalerii „Dederkały”
- Kompania Saperów KOP „Hoszcza”
- posterunek meteorologiczny

Struktura pułku KOP „Zdołbunów” po mobilizacji w 1939
- Dowództwo pułku KOP „Zdołbunów”
- batalion KOP „Hoszcza”
- batalion KOP „Ostróg”
- batalion KOP „Dederkały”
- dywizjon kawalerii „Niewirków”
- szwadron kawalerii „Dederkały”

## Żołnierze pułku
Dowódcy pułku
- Bolesław Ostrowski (V 1937 – VI 1938)[3]
- ppłk Józef Pecka (VI 1938 –? 1939)[3]
- p.o ppłk Władysław Węgrzyński[b][c]

Obsada personalna pułku w czerwcu 1939
- dowódca pułku – płk Józef Adam Pecka
- I adiutant – kpt. Zygmunt Barcik[d]
- dowódca łączności – mjr łącz. Franciszek II Chmura
- komendant rejonu PW KOP „Wołyń” – kpt. Eugeniusz Konstanty Dyaczyński
- dowódca kompanii saperów KOP „Hoszcza” – kpt. Tadeusz Henryk Janiczek[e]
- dowódca szwadronu KOP „Dederkały” – rtm. Edward Rudnicki[f]
- dowódca dywizjonu kawalerii „Niewirków” – mjr Wacław Kryński[g]
- dowódca szwadronu młodych koni – rtm.	Zbigniew Piotrowski[h]
- dowódca szwadronu liniowego – rtm. Jan Józef Suchcicki[i]
- dowódca szwadronu „Mizocz” – rtm. Jan Maciejowski[j]

Obsada 303 Rejonu PW „Wołyń” w Równem
Obsada oficerska rejonu PW przy pułku KOP „Zdołbunów” w maju 1939:
- komendant rejonu PW „Wołyń” – kpt. adm. (piech.) Eugeniusz Konstanty Dyaczyński
- komendant pasa graniczego PW „Hoszcza” – kpt piech. Kazimierz Skrzydlewski
- komendant powiatowy PW „Zdołbunów” – kpt. piech. Stefan Aleksander Zieliński
- komendant powiatowy PW „Krzemieniec” – kpt piech. Ignacy Gronowski †1940 Charków[17]